# 神岡町立下之本小中学校
神岡町立下之本小中学校 （かみおかちょうりつ しものもとしょうちゅうがっこう）は、かつて岐阜県吉城郡神岡町（現・飛騨市）に存在した公立小中学校。

## 概要
- 神岡町東部の岩井谷・下之本・瀬戸・和佐府・（旧・吉城郡阿曽布村）が校区であった。1982年、森茂小中学校と統合し、山之村小中学校の新設により廃校。
- 1902年に校下の下之本で神岡鉱山下之本坑が発見され、1907年に下之本坑の採掘権を三井財閥が取得したことにより、鉱山の従業員の児童が増加。最盛期の1950年代は児童・生徒数は300人以上となったが、1962年に下之本坑閉山とともに減少した。

## 沿革
- 1874年（明治7年） - 山之村学校が開校。森茂村、伊西村、岩井谷村、下之本村、瀬戸村、和佐府村、打保村が校区。
- 1875年（明治8年） - 柏原村、巣山村、大笠村、山田村、西村、伏方村、堀之内村、寺林村、梨ヶ根村、朝浦村、船津村、東町村、鹿間村、吉ヶ原村、二ツ屋村、割石村、東漆山村、西漆山村、笈破村、牧村、土村、跡津川村、佐古村、大多和村、東茂住村、西茂住村、杉山村、横山村、中山村、谷村、釜崎村、吉田村、小萱村、丸山村、野首村、阿曽保村、東雲村、数河村、石神村、麻生野村、殿村、和佐保村、伊西村、森茂村、岩井谷村、下之本村、打保村、和佐府村、瀬戸村が合併し、神岡村が発足。
- 1881年（明治14年） - 森茂地区と伊西地区が山之村学校から離脱し、山之村支校が開校する。
- 1884年（明治17年） - 和佐府尋常小学校に改称する。
- 1889年（明治22年）7月1日 - 神岡村が3分割され、釜崎・吉田・東雲・小萱・丸山・野首・阿曽保・数河・石神・麻生野・殿・和佐保・伊西・森茂・岩井谷・下之本・瀬戸・和佐府・打保で阿曽布村が発足。和佐府尋常小学校は阿曽布村の学校となる。
- 1893年（明治26年） - 和佐府尋常小学校と森茂尋常小学校が統合。山之村尋常小学校となる。統合校舎は阿曽布村大字岩井谷の民家を仮校舎（後に大字岩井谷の白山神社に移転）とする。
- 1911年（明治44年） - 山之村尋常小学校が下之本尋常小学校と森茂尋常小学校に分立する。阿曽村大字下之本に校舎を新築。
- 1941年（昭和16年）4月1日 - 下之本国民学校に改称する。
- 1947年（昭和22年）4月1日 - 阿曽布村立下之本小学校に改称する。阿曽布村立第三中学校を併設。
- 1949年（昭和24年） - 下之本小学校敷地内に第三中学校校舎を新築。
- 1950年（昭和25年）6月10日 - 船津町、阿曽布村、袖川村が合併し、神岡町が発足。同時に第三中学校と統合し、神岡町立下之本小中学校に改称する。
- 1982年（昭和57年）3月 - 森茂小中学校と統合し、山之村小中学校の新設により廃校。